# Adolphe Marbot
Antoine Adolphe Marcelin Marbot, kallad Adolphe Marbot (franska: [adɔlf maʁbo]), född den 22 mars 1781 i Altillac, död den 2 juni 1844 i Altillac, var en fransk militär.

## Biografi
Marbot blev husarunderlöjtnant 1798. Han var sedan adjutant hos Bernadotte (1800–1802), Augereau (1806–1807), Masséna (1807, 1810–1812), Lannes (1808), Berthier (1808) och Davout (1815). Löjtnant 1800, major 1808, kämpade han i flera Napoleons kampanjer och steg till generalmajor 1831 under Luis Felipes regeringstid.

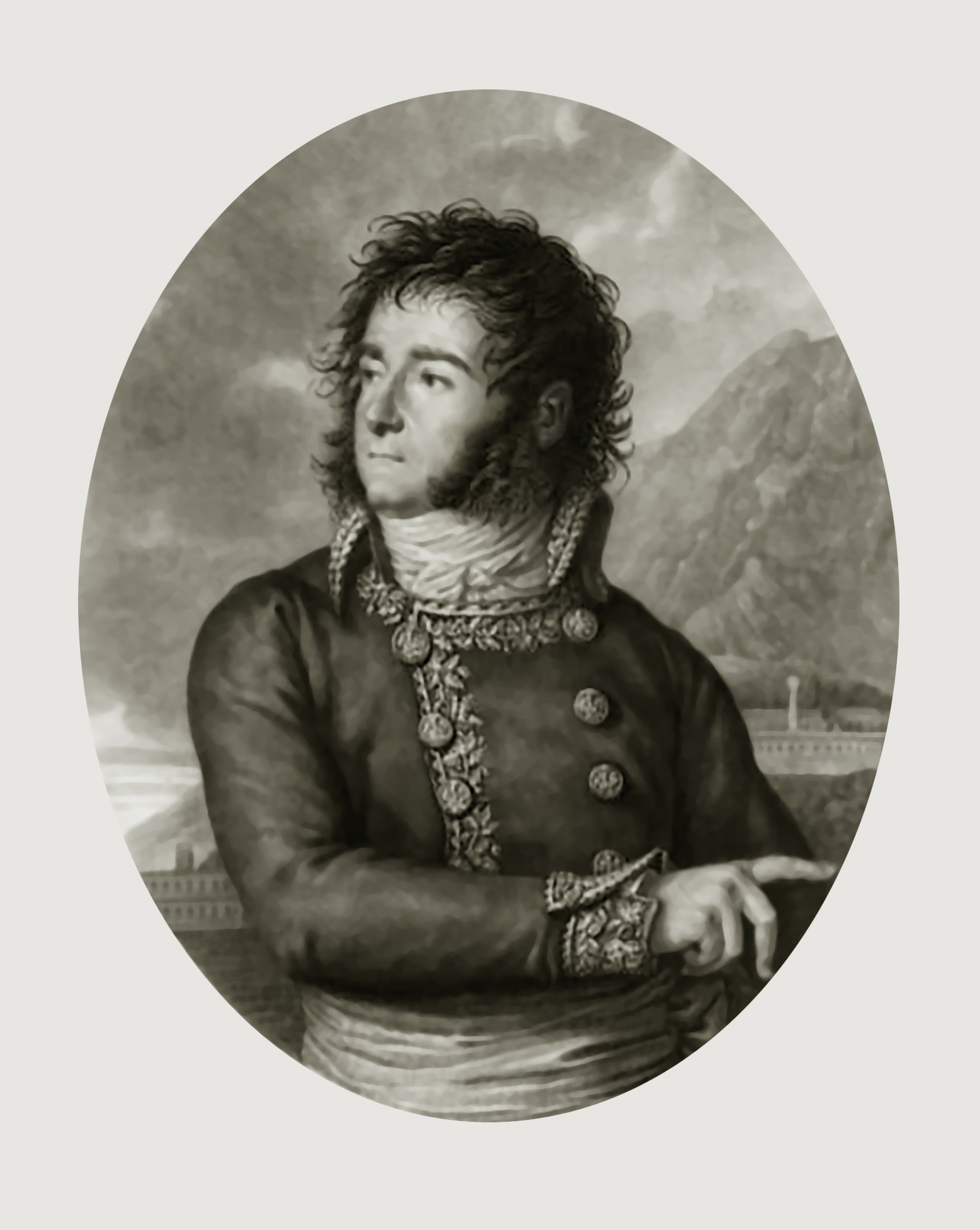
General Jean-Antoine Marbot.

Han var son till general Jean-Antoine Marbot (1754–1800) och bror till general Marcellin Marbot (1782–1854).

## Ordnar och utmärkelser
Franska kejsardömet
- Nationella Orden av Hederslegionen:
  -  Riddare (1807)

 Kungariket Frankrike
- Kungliga och militära Sankt Ludvigsorden:
  -  Riddare (1814)

 Kungariket Frankrike
- Kungliga Orden av Hederslegionen:
  -  Officer (1831)
  -  Kommendör (1832)